# Vissum
Vissum este o comună din landul Saxonia-Anhalt, Germania.